# Obama a gagné
Obama a gagné (Obama Wins!) est le quatorzième et dernier épisode de la seizième saison de la série télévisée d'animation américaine South Park et l'épisode 237e de la série globale.

## Synopsis
Le jour du vote pour les élections présidentielles de 2012, Cartman, déguisé en enfant innocent, se rend dans chaque État-pivot (le Colorado, la Caroline du Nord, la Floride, l'Ohio et le Nevada) en avion et vole des urnes pleines de bulletins dans des bureaux de vote afin de manipuler les résultats. Une fois ces derniers annoncés et Barack Obama réélu, Cartman, triomphant, montre les urnes entassées dans sa chambre à Kyle pour le provoquer. Kyle le dénonce à la police mais les deux agents qui perquisitionnent les lieux ne trouvent rien. Cartman les a cachés dans le seul endroit invisible de tout le monde : le parking d'un concessionnaire Hummer n'ayant plus de clients depuis des années, plus personne ne voulant acheter ces véhicules.
Cartman a été en réalité embauché par le général Tao, représentant le gouvernement chinois, qui veut assurer la réélection de Barack Obama à la suite d'un accord passé avec ce dernier.
Le général Tao, Cartman et Obama se retrouvent dans un restaurant Red Lobster où ils sont rejoints par Kyle et ses amis. Morgan Freeman apparaît alors pour expliquer la situation : en échange de leur aide pour sa réélection, les Chinois veulent qu'Obama leur cède les droits de la saga Star Wars pour qu'ils s'occupent de son avenir à la place de Disney. Cartman a cependant caché les bulletins pour les échanger à son profit : il veut jouer le fils de Luke Skywalker dans les nouveaux films Star Wars prévus, conséquence du récent rachat de Lucasfilm par Disney. Le général Tao refuse, car cela ne figurait pas dans l'accord prévu. Vexé, Cartman s'enfuit.
Pendant que Kyle et ses amis recherchent les bulletins, Mickey Mouse arrive à South Park, mis au courant de l'accord entre la Chine et Obama. Il enlève Cartman qui comprend alors que la souris aurait préféré que Mitt Romney soit élu car il n'aurait pas accepté de négocier avec les Chinois. Mickey accepte de laisser à Cartman le rôle qu'il désire tant dans les nouveaux films si les bulletins sont rendus publics. Cartman en profite pour exiger un Tauntaun, un blaster et la création d'un nouveau personnage, Chewbafeuge (Jewbacca en VO).
Les garçons, le général Tao et la police finissent par se retrouver chez le concessionnaire Hummer. Morgan Freeman réapparait pour expliquer que la Chine veut acquérir les films Star Wars pour les protéger de Disney. Freeman demande alors ce qui est le plus important : que le candidat ayant véritablement gagné les élections devienne Président des États-Unis ou que Star Wars soit aux mains des personnes qui protègeront au mieux la franchise.
La police décide de faire comme si de rien n'était et Stan met le feu aux bulletins, détruisant du même coup les chances de Cartman d'apparaitre dans Star Wars. Tandis que (presque) tout le monde se réunit autour du feu pour chanter, une image de Barack Obama apparait dans la fumée.

## Production
L'épisode est diffusé pour la première fois la veille des élections présidentielles,.